# 今枝直應
今枝 直應（いまえだ なおまさ）は、江戸時代後期の武士。加賀国加賀藩家老今枝内記家第10代。

## 家系
今枝内記家家は豊臣秀次家臣を経て前田利長に仕えた今枝重直を初代とし、2代直恒、3代近義、4代直方は藩主世子の守役を務め、代々家老。禄高1万4000石。姓は豊臣姓。家紋は四ツ俵。明治33年（1900年）孫の直規が華族に列し、男爵に叙された。他国との婚姻を禁止する前田家では例外的に、岡山藩池田家家老日置家と縁組を重ねることを許されている。

## 略歴
文化14年（1817年）加賀藩家老、今枝直寛の長男として生まれる。
文政4年（1822年）12月、父直寛が死去した際に、まだ幼いため叔父易良が家督を相続し、その養子となった。
文久3年（1862年）2月、養父易良が隠居して家督と禄高1万4000石を相続した。7月、定火消役となる。
元治元年（1864年）5月、藩主世子慶寧の上洛に嫡男直邦と共に従い仙洞御所の警備にあたる。7月、禁門の変の際には清和院御門の警備にあたった。11月、第一次長州征討で安芸国広島まで出陣。
慶応4年（1868年）7月15日、北越戦争で長岡に出陣。その後各地を転戦し、11月に金沢に凱旋した。明治2年（1872年）隠居して家督を嫡男直邦に譲る。
明治21年（1888年）4月、死去。享年72。